# Bronhoprovokacioni test
Bronhoprovokacioni test (BP)   jedan je od dinamskih testova u pulmologiji koji je najčešće korišćen u kliničkoj praksi.

## Opšta razmatranja
Kod pacijenata sa bronhijalnom astmom izlaganje naporu može dovesti do razvoja bronhospazma, bez, obzira na anamnezu. Ova naporom izazvana astma, (akronim EIA od eng. reči exercise induced asthma ) se često javlja kod dece i mlađih odraslih, ali se retko javlja kao poseban oblik astme.
Test opterećenja se obično radi na ergobiciklu do postizanja submaksiinalne frekvence srčanog rada, a smatra se pozitivnim ako je nakon 10 minuta od izlaganja naporu došlo do pada FEV1 > 15% od bazalne vrednosti.
Test opterećenja je  bezbedan i jednostavno se izvodi, pacijenti ga relativno dobro podnose, mada astmatičari sa EIA i pozitivnim testom opterećenja obično imaju teži klinički oblik bolesti.
Test se izvodi udnevnoj bolnici, tako da pacijent nećete morati da prenoći. Cilj mu je da proizvede iste simptome i promene u plućima koji se dešavaju kod astme. Efekti lekova koji su dati tokom testa se pažljivo prate.
Pre početka testa, od pacijenta će se tražiti da napravi nekoliko jednostavnih testova disanja, uključujući i spirometriju. Ovo je neophodno kako bi se proveritla funkcija pluća pacijenta pre započinjanja testa. Ako su rezultati u redu, može se pristupiti bronhoprovokacionom testu.
Tokom testa od pacijenta će se tražiti da udiše sve veće doze leka koji se naziva provokativni agens. To će izazvati reakciju u disajnim putevima. Lek sae daje u obliku aerosolne magle ili suvog praha. Testiranje započinje sa vrlo malom dozom, a zatim se pčolako uvećavaju
Između svake doze ponovo će se testirati stanje disanje kako bi se utvrdilo da li postoje neke značajne promene.
Ako se dogodi značajna promena, testiranje će biti prekinuto, a pacijent će dobiiti lekove za vraćanje  disanja u normalu.

## Vrste
Prema načinu izvođenja razlikujemo:
- bronhoprovokacioni test sa histaminom ili metaholinom,
- bronhoprovokacioni test sa manitolom,
- bronhoprovokacioni test naporom.

### Bronhoprovokacioni test sa histaminom ili metaholinom
Bronhoprovokacioni test sa histaminom ili metaholinom se izvodi samo u slučajevima kada je plućna funkcija uredna, ali podaci iz istorije bolesti pacijenta ukazuju na verovatno postojanje astme. 
Tokom izvođenja testa prate se vrednosti FEV1 (forsiranog ekspiratornog kapacitet (vreme) koja ukazuje na zapreminu vazduha koja se izdiše pod prinudnim uslovima u prvim T sekundama, pre i posle davanja određenih koncentracija histamina. Test se smatra pozitivnim ako dođe do smanjenja za 20% u odnosu na početne vrednosti. Za bronhoprovokacioni (BP) test preporuka za pozitivan nalaz koji je ekvivalent padu FEV1 za 20%, jeste uvećanje vrednosti Rrs5 za 40% i Fres za 35%.
Pozitivan test je dokaz hiperreaktivnosti disajnih puteva koja može postojati i u drugim stanjima i bolestima (npr. posle virusnih infekcija, cističnoj fibrozi, bronhopulmonalnoj displaziji itd.), a koristan je u postavljanju dijagnoze astme posmatran samo u sklopu sa podacima iz istorije bolesti i drugim pozitivnim testovima. 

### Bronhoprovokacioni test naporom
Bronhoprovokacioni test naporom je specifičniji, ali manje senzitivan od histaminskog ili metaholinskog provokacionog testa. Oko 80 - 90% dece sa astmom nakon opterećenja reaguje bronhoopstrukcijom, pa se ovaj test ukoliko je pozitivan, može smatrati pouzdanim kriterijumom u postavljanju dijagnoze bolesti. 
Opterećenje pacijenta (na ergometru, pokretnoj traci ili trčanjem) spovodi se najmanje 6 minuta, srčana frekvenca treba da dostigne 85% maksimalne za uzrast, a pad plućnih funkcija nastupa nakon 5-10 minuta.

## Literatura
- Anderson, S.D. (1993) Exercise induced asthma. u: Middleton E., Read C.E., Ellis E.F., Franclin Adkinson N. [ur.] Allergy Principles and Practice, CV Mosby Company, 14. 1-14
- Barnet, P.J., Holgate, S.T. (1990) Pathogencsis and hyperreactvity. u: Brewis, Gibson, Geddes [ur.] Respiratore medicine, London: Bailliere Tindal, pp. 574-603
- Belcher, N.G., Murdoch, R.D., Dalton, N., House, F.R., Clark, T.J., Rees, P.J., Lee, T.H (1988). „A comparison of mediator and catecholamine release between exercise- and hypertonic saline-induced asthma”. Am Rev Respir Dis. 137 (5): 1026—32.
- Cypcar, D., Lemanske, R.F (1994). „Asthma and exercise”. Clin Chest Med. 15 (2): 351—68.
- Dhillon, D.P. (1992) The effects of different pharmacological agents on Exercise induced asthma. u: Clare T.J.H., Fabbri L.M. [ur.] Exercepta medica, 5-8
- Hoshino, M., Fukushima, Y. (1991). „Effect of OKY-146 (tromboxane A2 syntesis inhibitor) on exercise induced asthma”. Journal of Asthma. 28: 19—29. (1),
- Lee, T.H., Brown, M.J., Nagy, L., Causon, R., Walport, M.J., Kay, A.B (1982). „Exercise-induced release of histamine and neutrophil chemotactic factor in atopic asthmatics”. Journal of Allergy and Clinical Immunology. 70 (2): 73—81.
- Makker, H.K., Holgate, S.T (1993). „Relation of the hypertonic saline responsiveness of the airways to exercise induced asthma symptom severity and to histamine or methacholine reactivity”. Thorax. 48 (2): 142—7.
- Malo, J.L., L'Archeveque, J., Cartier, A. „Comparative effects of volume history on bronchoconstriction induced by hyperventilation and methacholine in asthmatic subjects”. European Respiratory Journal. 3 (6): 639—43. 1990.
- Mcfadden, E.R. (1984) Exercise performance in the asthmatic. Am Rev Respir Dis, 129(2 Pt 2): S84-7
- Sterk, J.E. (1990) Clinical features and investigation. u: Respiratorc medicine, London: Brewis, Gibson and geddes, Bailliere Tindal
- Sterk, P.J., Fabbri, L.M., Quanjer, P.H., Cockcroft, D.W., Byrne, O.P.M., Anderson, S.D., Juniper, E.F., Malo, J.L (1993). „Airway responsiveness: Standardized challenge testing with pharmacological, physical and sensitizing stimuli in adults”. European Respiratory Journal. 16: 53—83.
- Terblanche, E.; Stewart, R. I. (1990). „The prevalence of exercise-induced bronchoconstriction in Cape Town schoolchildren”. S Afr Med J. 78 (12): 744—7. PMID 2251634.

## Spoljašnje veze
- Astma u dečjem uzrastu. „Vodič kliničke prakse za dijagnostikovanje, lečenje i praćenje astme u dečjem uzrastu” (PDF). Архивирано из оригинала (PDF) 29. 11. 2020. г. Приступљено 03. 09. 2020.

|  | Molimo Vas, obratite pažnju na važno upozorenje u vezi sa temama iz oblasti medicine (zdravlja). |